# ウィリストン (ノースダコタ州)
ウィリストン（Williston）は、アメリカ合衆国ノースダコタ州北西部に位置する都市。州都ビスマークの北西約260km、カナダ・サスカチュワン州レジャイナの南南東約270kmに位置する。モンタナ州との州境からは東へ30km弱、カナダとの国境からは南へ100km弱である。ノースダコタ州の石油ブームの中心地として2010年代に極めて高い成長を遂げており、2020年国勢調査時点での人口は29,160人で、2010年時点の14,716人からほぼ倍増し、州内第6位に躍り出た。ウィリストンに郡庁を置くウィリアムズ郡1郡のみで成る小都市圏は2020年国勢調査時点での人口40,950人で、こちらも2010年時点の22,398人からほぼ倍増している。

## 歴史

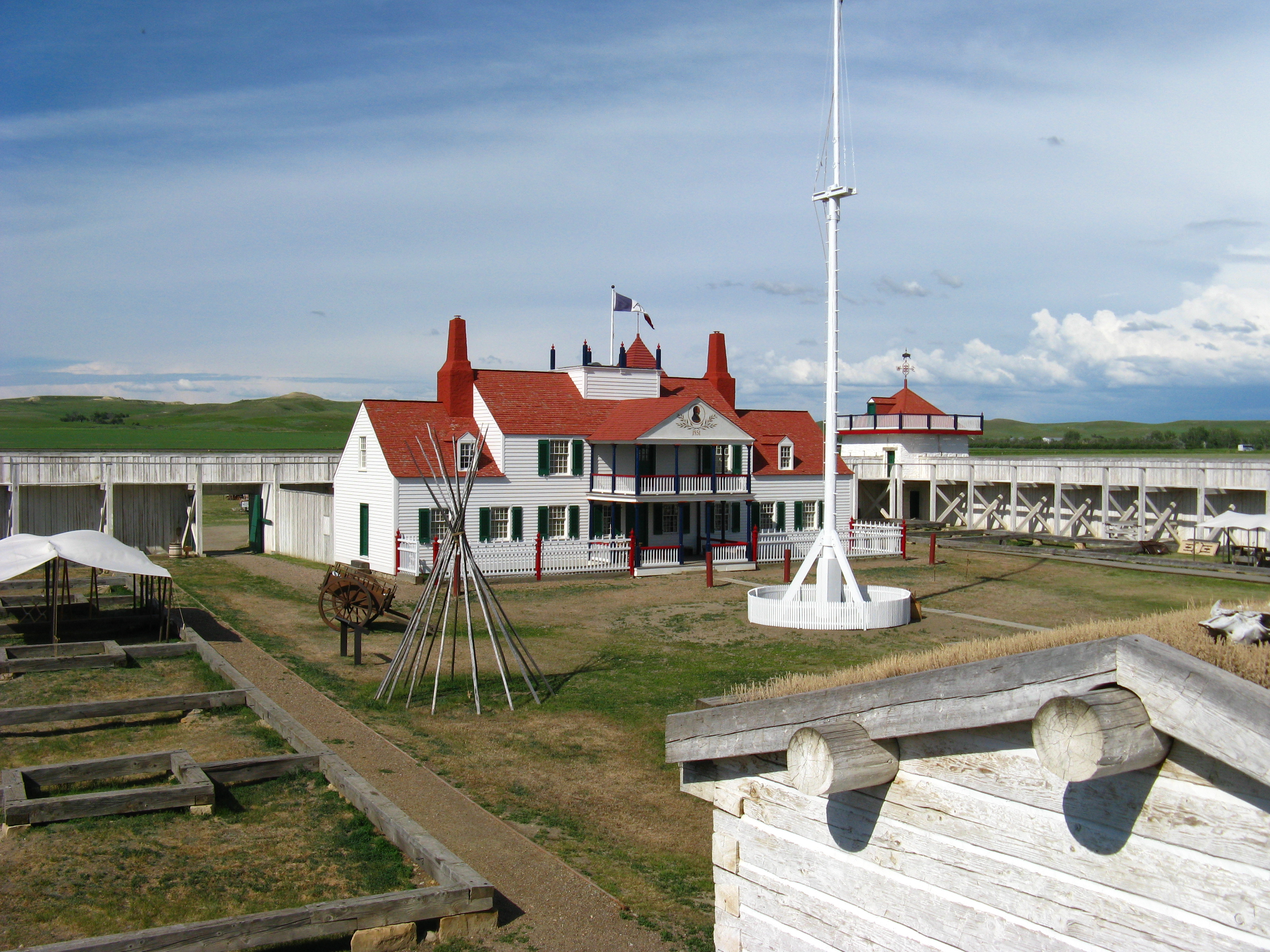
ユニオン砦交易所跡。国家歴史登録財、国定歴史建造物、および国立史跡に指定されている。

ヨーロッパ人の入植が始まる前、19世紀初頭には、現在のノースダコタ州西部にあたるこの一帯のプレーリーには、ネイティブ・アメリカンの諸バンドが住み着いていた他には、バッファローの群れが棲息していたのみであった。ルイス・クラーク探検隊がミズーリ川を遡っていった他は、この地で白人を目にすることさえ無い時代が続いていた。やがて、アメリカ毛皮会社はまだ競争の激化していなかったこの地に着目し、同社のケネス・マッケンジーが1828年、ミズーリ川とイエローストーン川との合流点の上流約5km、現在のノースダコタ・モンタナ州境のすぐ近くに、同社の交易所としてユニオン砦を建てた。
1832年には、ユニオン砦に初めて蒸気船が到着した。翌1833年には、ドイツの探検家・民族学者・博物学者マクシミリアン・ツー・ヴィート＝ノイヴィート、およびスイスの画家カール・ボドマーが北アメリカ探検の道中でユニオン砦を訪れ、辺境の地での生活を著し、画に収めた。1843年には、ジョン・ジェームズ・オーデュボンがユニオン砦でひと夏を越し、著書「北アメリカの四足動物」に収録する、プレーリーに棲む大型動物の種の画を描いた。1853年には、アイザック・スティーブンスが任地となったワシントン準州に向かう道すがら、太平洋岸に向かう鉄道のルート選定のための測量を行いながらミズーリ川流域を遡った。この時にスティーブンスが選定したルートには、後にセントポールから太平洋岸までグレート・ノーザン鉄道が通った。1864年には、この地域で初めての新聞となる、フロンティア・スカウト（The Frontier Scout）という新聞がユニオン砦で創刊した。この新聞は、砦の兵士および文官向けに刊行されたものであった。

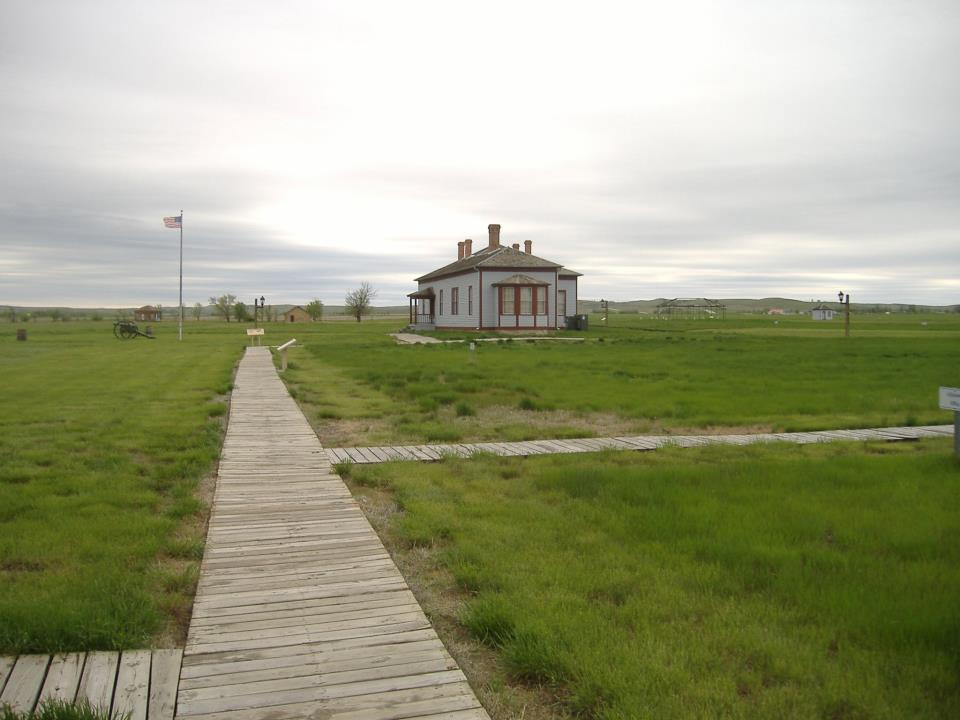
ビュフォード砦跡。歴史地区として国家歴史登録財に指定されている。

しかし、インディアン戦争が激化する中、1864年に戦役の道すがらユニオン砦を訪れた陸軍の将軍アルフレッド・サリーの進言で、1866年にユニオン砦は廃止され、ミズーリ川とイエローストーン川との合流点のすぐ近くに建てられたビュフォード砦に物資が移された。ユニオン砦が先住民との平和な交易の拠点であったのに対して、ビュフォード砦は先住民の制圧を目的とした、より軍事的な色合いの強いものであった。初期のビュフォード砦には、南北戦争において捕虜となり、二度と合衆国に刃を向けないことを条件に恩赦された、元南軍の兵士が主に駐屯していた。その一方で、ユニオン砦が有していた、物流の拠点としての役割はビュフォード砦にも引き継がれた。1873年にノーザン・パシフィック鉄道がビスマークまで開通すると、ミズーリ川沿いの交易所や砦への貨物は、まず列車でビスマークまで運ばれ、そこから各所へ送られたが、蒸気船でミズーリ川を上ってくる貨物だけは例外的に、ビュフォード砦まで運ばれた。このビュフォード砦は1895年に廃止された。この砦の需品係将校ジョン・マーサーとその一家はその後も砦の跡地に住み続け、その娘サラは家屋をビラ・ミリター（Villa Militaire）という博物館として一般公開したが、これも1937年に全焼した。
1887年4月から10月にかけて、グレート・ノーザン鉄道がマイノットから西へ、モンタナ準州グレートフォールズまで延伸すると、この地にも駅ができ、町が創設された。この新しい町は、グレート・ノーザン鉄道の創業者ジェームズ・ジェローム・ヒルの友人であった商人、ダニエル・ウィリス・ジェームズからその名を取ってウィリストンと名付けられた。その命名については、ヒルは「『ジェームズタウン』という名は既に全米の至る所にあり、あまりにもありふれていて、何ら特別な意味を持ち得ない」から、「代わりに『ウィリストン』と名付けた」と述べている。1891年にウィリアムズ郡が創設されると、その郡庁がウィリストンに置かれた。1895年には、鉄道の開通と町の創設からわずか8年にして、ウィリストンは人口300人を数えた。
19世紀末から20世紀初頭にかけては、この一帯の灌漑が進められ、農地が広がった。1900年代に入ると、ウィリストンには農民の流入が始まった。やがてウィリストンは地域における主要な穀物市場としての地位を確立し、その取扱量は年間100万ブッシェル（3,524万L）にも達した。1907年には、220バレル（25,400L）の生産能力を持つ製粉所も建てられた。

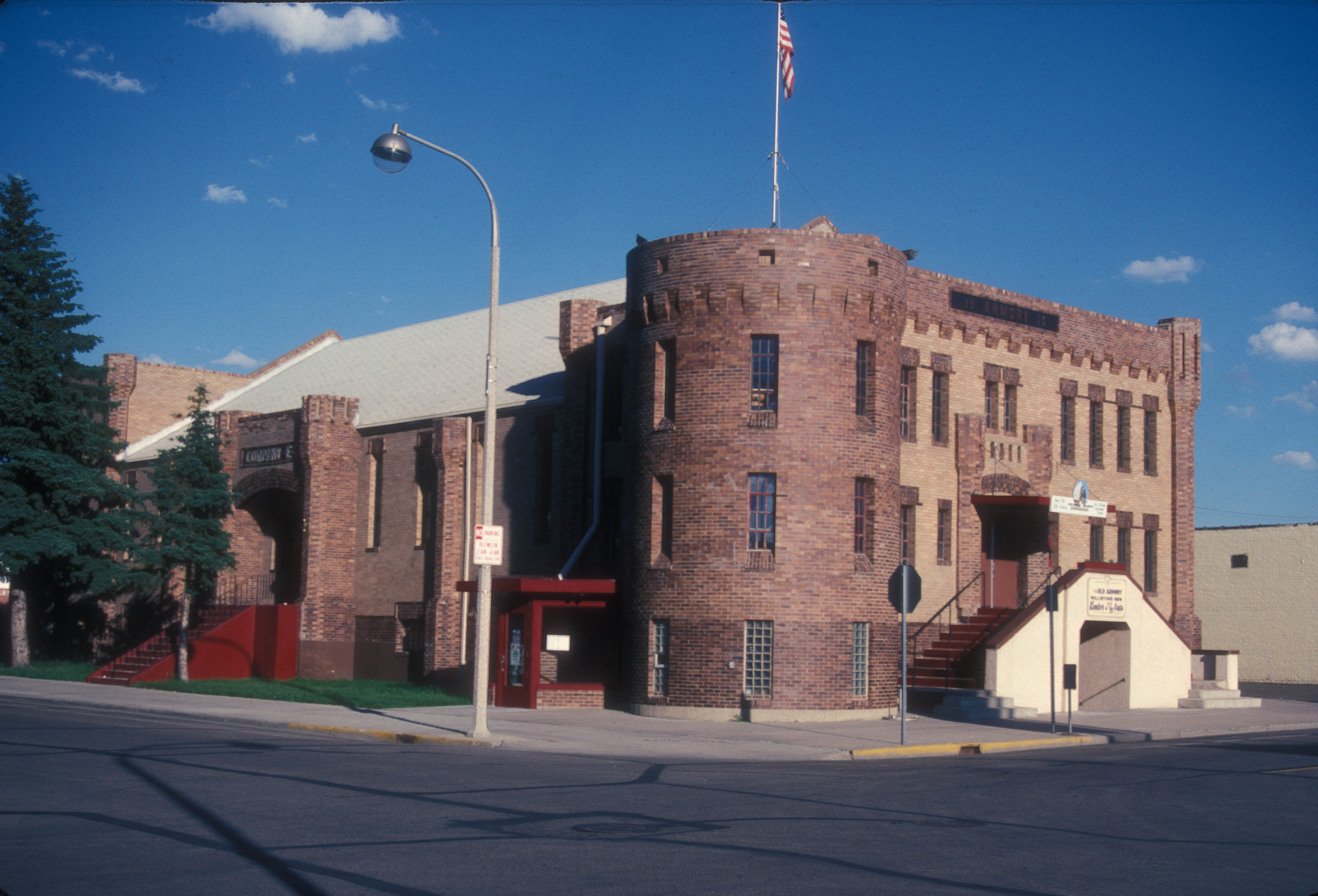
現在でも市中心部に建つ旧武器庫。1985年に国家歴史登録財に指定された。

また、ウィリストンの町が発展するにつれて、様々なものができていった。1900年には、ウィリストンにオペラ劇場ができた。この劇場は6年後には閉鎖し、跡地は土地局の事務所になったものの、その後すぐに映画館ができた。1901年には、ウィリストンの高校から初めての卒業生が出た。1902年には、ウィリストンに最初の電話交換所ができた。1912年には、ルーテル教会の牧師によって、ウィリストンで初めての病院であるグッド・サマリタン病院が設立された。1916年には武器庫が建てられた。町の南からの陸路において難所であったミズーリ川には、それまでの渡し船や、ひと夏しか保たなかった舟橋に代わって、1927年にルイス・アンド・クラーク橋（現国道85号線）が架けられた。1929年には、市のわずか1マイル（1.6km）東に、ウィリストン最初の空港が設置された。
1920年代に地質調査所の研究員2名が行った調査と研究で、この一帯が堆積盆地であること、その最深部はウィリストンにあることが結論付けられ、一帯は1924年に「ウィリストン盆地」と名付けられた。また、この盆地には背斜があることが判り、その背斜に近い、ウィリストンからは東へ約40マイル（64km）にあるネッソンという小さな村の名を取って、ネッソン背斜と名付けられた。やがて石油の試掘が始まり、1940年代後半、24回目の試掘でようやくその発見に至り、1951年4月4日、ウィリアムズ郡東部（ウィリストンからは北東）の小さな町、タイオーガの南にあるクラレンス・アイバーソン油井で石油の採掘が始まった。この地に、ひいてはノースダコタ州に、新たな産業が生まれた瞬間であった。しかし、当時は採掘技術と経済的観点の両方の理由から、この一帯のタイトオイル（シェールオイル）採掘に対する投資はあまり積極的には行われず、この一帯が石油ブームで爆発的な発展を遂げていくようになるのは、それから60年経った2010年代のことであった。

## 地理
ウィリストンは北緯48度8分48秒 西経103度37分18秒 / 北緯48.14667度 西経103.62167度に位置している。市はノースダコタ州北西部、ミズーリ川北岸にあり、イエローストーン川との合流点や、ガリソンダムによって形成された人造湖、サカガウィア湖の湖頭に近い。モンタナ州との州境からは18マイル（29km）、カナダとの国境からは60マイル（97km）に位置する。州都ビスマークからは北西へ約260km、カナダ・サスカチュワン州レジャイナからは南南東へ約270kmである。
アメリカ合衆国国勢調査局によると、ウィリストン市は総面積60.36km2（23.31mi2）である。そのうち60.00km2（23.17mi2）が陸地で0.36km2（0.14mi2）が水域である。総面積の0.60%が水域となっている。市中心部の標高は572mである。

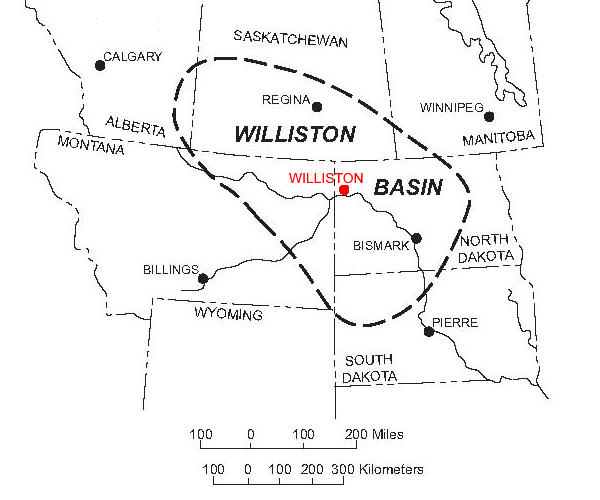
ウィリストン盆地とウィリストン市の位置

### 地質
ウィリストンはウィリストン盆地と呼ばれる、地質学・地形学上の構造盆地・堆積盆地の中央部に位置しており、この盆地の名の由来ともなっている。ノースダコタ州西部から中部、サウスダコタ州北西部、モンタナ州北東部、およびサスカチュワン州南部にまたがる、250,000km2におよぶこの盆地は先カンブリア時代に形成されたもので、その後の時代における堆積物は、最も厚いところで4,900mにおよぶ。ここに、白亜紀後期のララミー変動によって、石油および天然ガスの背斜トラップが形成されたものと考えられている。2021年に地質調査所が行ったアセスメントでは、デボン紀後期からミシシッピ紀初期にウィリストン盆地に形成された層であるバッケン層、およびその下の（地質時代的により古い）スリーフォークス層をあわせると、石油43億バレル、および天然ガス4兆9000億立方フィート（1388億m3）を埋蔵していると見積もられている。
石油のほか、ウィリストン盆地は石炭（褐炭）、およびその酸化によって生成された準鉱物であるレオナルダイトも豊富に埋蔵している。これらはバッケン層よりは地質時代的にかなり新しい、暁新世に形成されたフォートユニオン層に埋蔵している。また、バッケン層よりも古い、デボン紀中期に形成された層であるプレーリー蒸発岩層は、カリ鉱石の埋蔵に富む。

### 気候

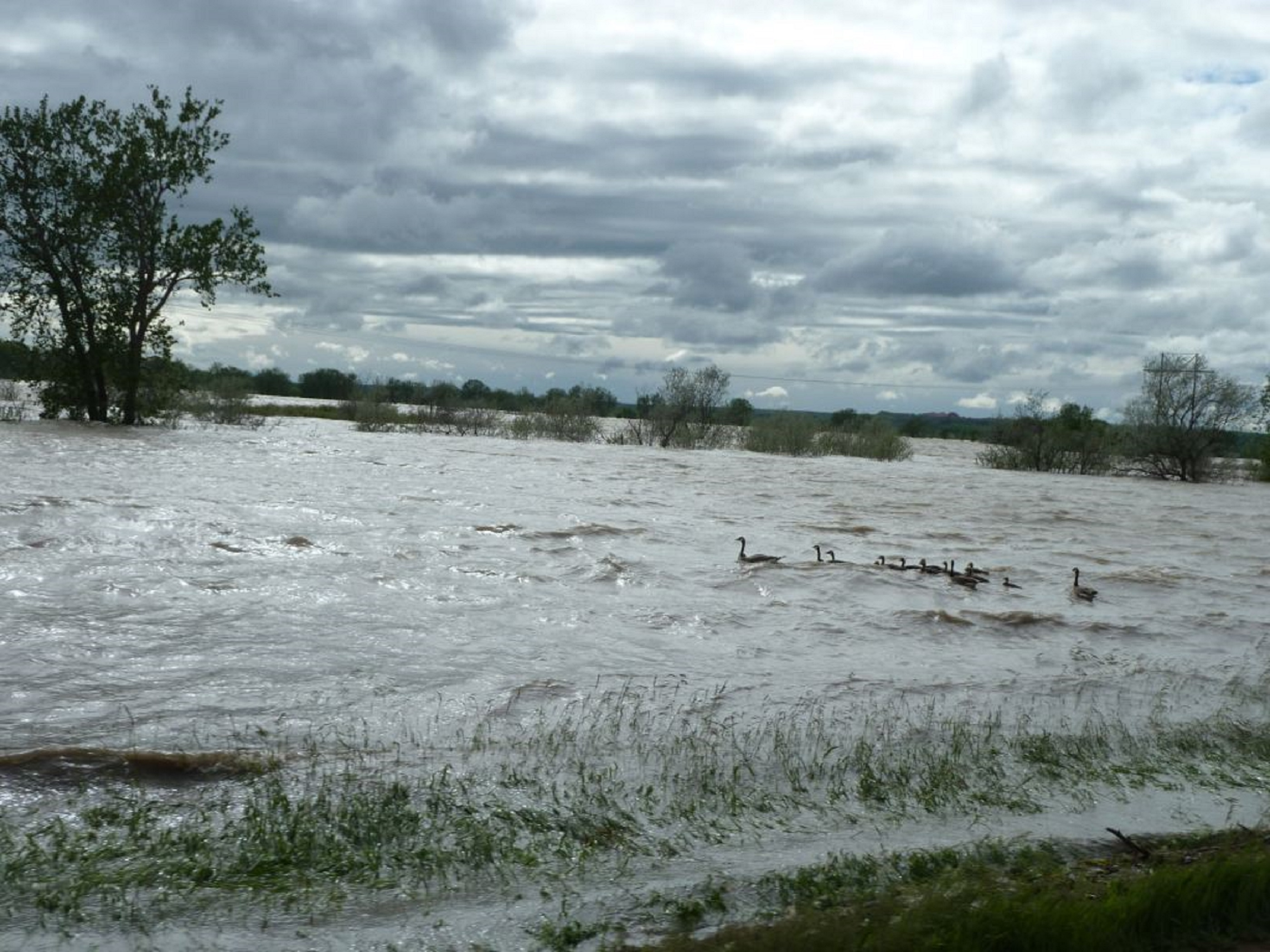
ウィリストン付近で洪水を起こしたミズーリ川（2011年）

グレートプレーンズ上に立地し、山岳と大洋のどちらからも離れたウィリストンの気候は大陸性であるが、州東部のファーゴやグランドフォークスと比べると降水量が3-4割程度少なく、またウィリストンと同様に州西部にあり、乾燥帯との境界線上の気候を示すディッキンソンと比べても1割程度少なく、乾燥帯に近い。ケッペンの気候区分では、ウィリストンは低温、かつディッキンソンほど夏雨・冬季乾燥の傾向が顕著でないため、計算上の乾燥限界は年降水量246mmと低く、亜寒帯湿潤気候（Dfb）に属するが、低温型のステップ気候（BSk）に近い。アメリカ合衆国農務省によるハーディネスゾーンは市内および南郊では4a、北郊では3bである。
最も暑い7月の最高気温の平均は約29℃に達するが、最低気温は平均13℃まで下がり、平均気温は約21℃である。最も寒い1月の平均気温は氷点下12℃、最低気温の平均は氷点下18℃まで下がり、最高気温でもその平均は氷点下6℃程度である。降水量は夏季の6-7月に多く、月間60mmを超え、逆に冬季の11月から3月にかけては少なく、月間10-18mm程度、その他の月は月間25-50mm程度である。また、冬季の11月から3月にかけては月間15-25cm程度の降雪が見られる。年間降水量は365mm程度、年間降雪量は115cm程度である。
|               | 1月   | 2月  | 3月  | 4月  | 5月  | 6月  | 7月  | 8月  | 9月  | 10月 | 11月 | 12月  | 年    |
| ------------- | ----- | ---- | ---- | ---- | ---- | ---- | ---- | ---- | ---- | ---- | ---- | ----- | ----- |
| 平均気温（℃） | -11.7 | -8.4 | -1.5 | 6.3  | 12.3 | 17.3 | 21.2 | 20.5 | 13.7 | 6.1  | -2.7 | -10.1 | 5.3   |
| 降水量（mm）  | 15.2  | 10.2 | 17.8 | 25.4 | 48.3 | 63.5 | 63.5 | 38.1 | 27.9 | 22.9 | 17.8 | 15.2  | 365.8 |
| 降雪量（cm）  | 25.4  | 14.5 | 15.7 | 9.4  | 3.3  | -    | -    | -    | 0.5  | 6.6  | 15.5 | 24.1  | 115.0 |

### 都市概観

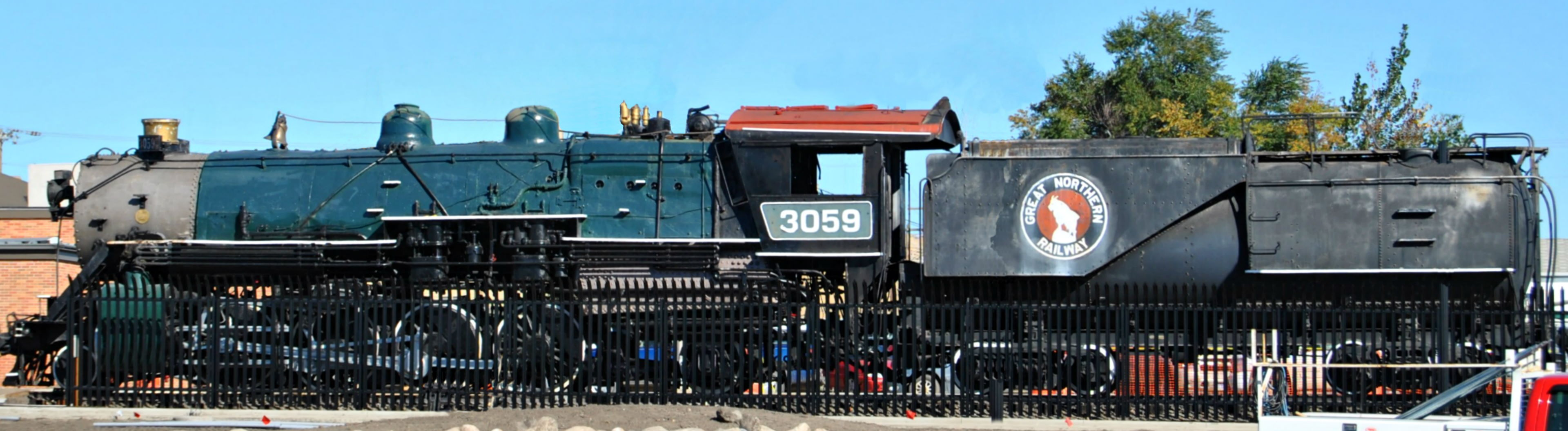
ウィリストン駅前の鉄道公園で静態保存されている、初期のウィリストンを走ったグレート・ノーザン鉄道のミカド型蒸気機関車3059号

ウィリストンの市街地は市域南端、BNSF鉄道（旧グレート・ノーザン鉄道）の線路の北側に広がっている。線路のすぐ南側には、マッケンジー郡との郡境になっているミズーリ川が流れ、その三日月湖と氾濫原の湿地が迫っており、市街地は発展していない。中心業務地区はウィリストン駅前から北へ伸びるメイン・ストリートを中心に形成されており、その街路は整然と区画されている。東西に通る通りは「ストリート」と呼ばれ、メイン・ストリートを境に東（E）と西（W）に分かれ、最もBNSF鉄道に近いところを通るフロント・ストリート、「3rdストリート」に相当するブロードウェイを除いて、北に行くほど（つまり、BNSF鉄道の線路から離れるほど）大きくなる数字がついている。一方、南北に通る通りは、メイン・ストリートを除き「アベニュー」と呼ばれ、メイン・ストリートから離れるほど大きくなる数字がついており、「1stアベニューE」「2ndアベニューW」のように、その後ろにEないしWをつけることで、メイン・ストリートの東側/西側を区別している。なお、南北に通る通りには、メイン・ストリート上、ウィリストン駅からフロント・ストリートまでの、鉄道公園の西側を通る短い区間が「サウス・メイン・ストリート」と呼ばれているのを除いて、南（S）と北（N）の区別は無い。

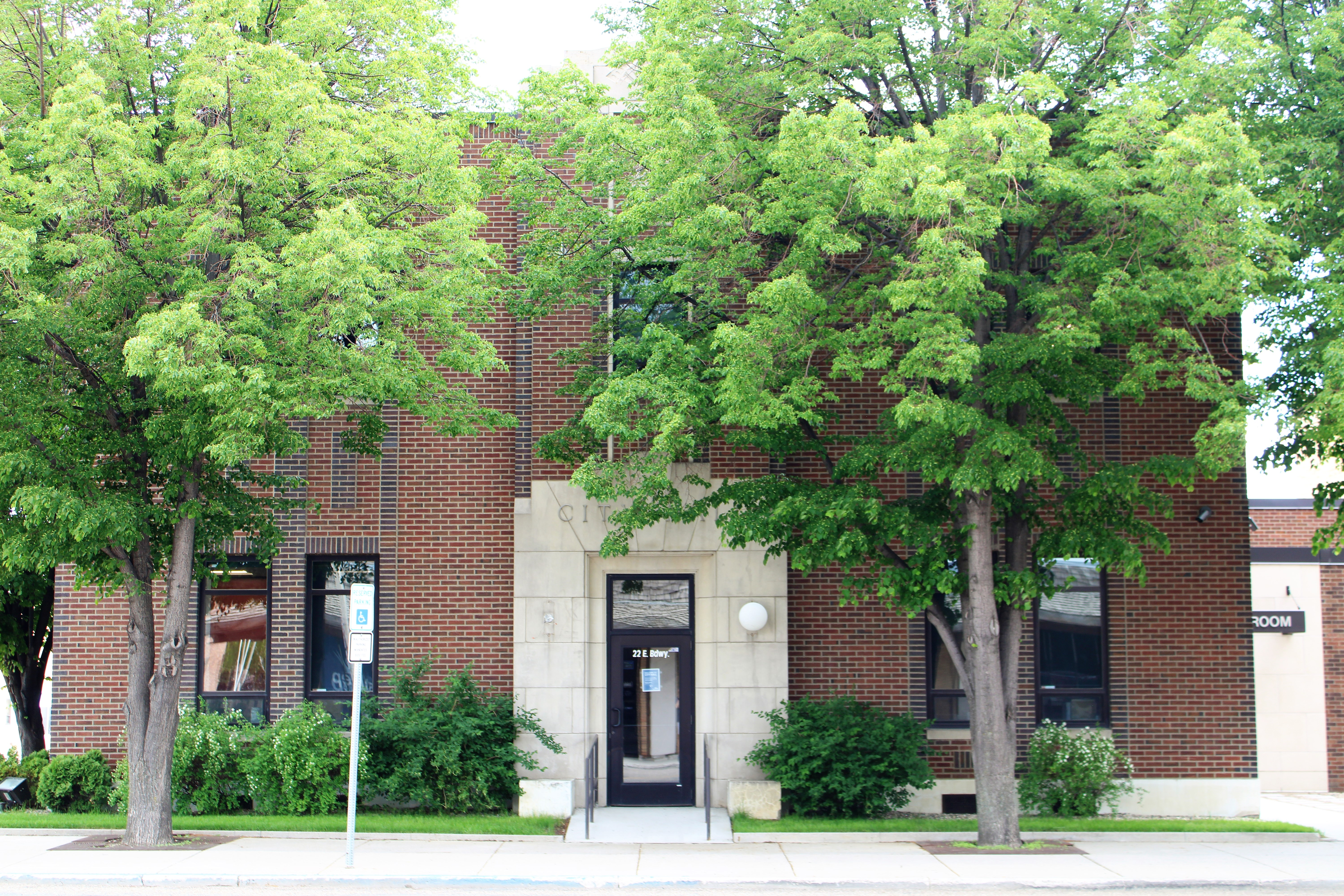
ウィリストン市庁舎

## 政治
ウィリストンは委員会制を採っている。委員会は議長となる市長を含めて5人の委員から成っている。委員は市の立法府である委員会のメンバーであるとともに、市の行政府である市政府各局を複数統括する。委員の任期は4年である。

## 経済

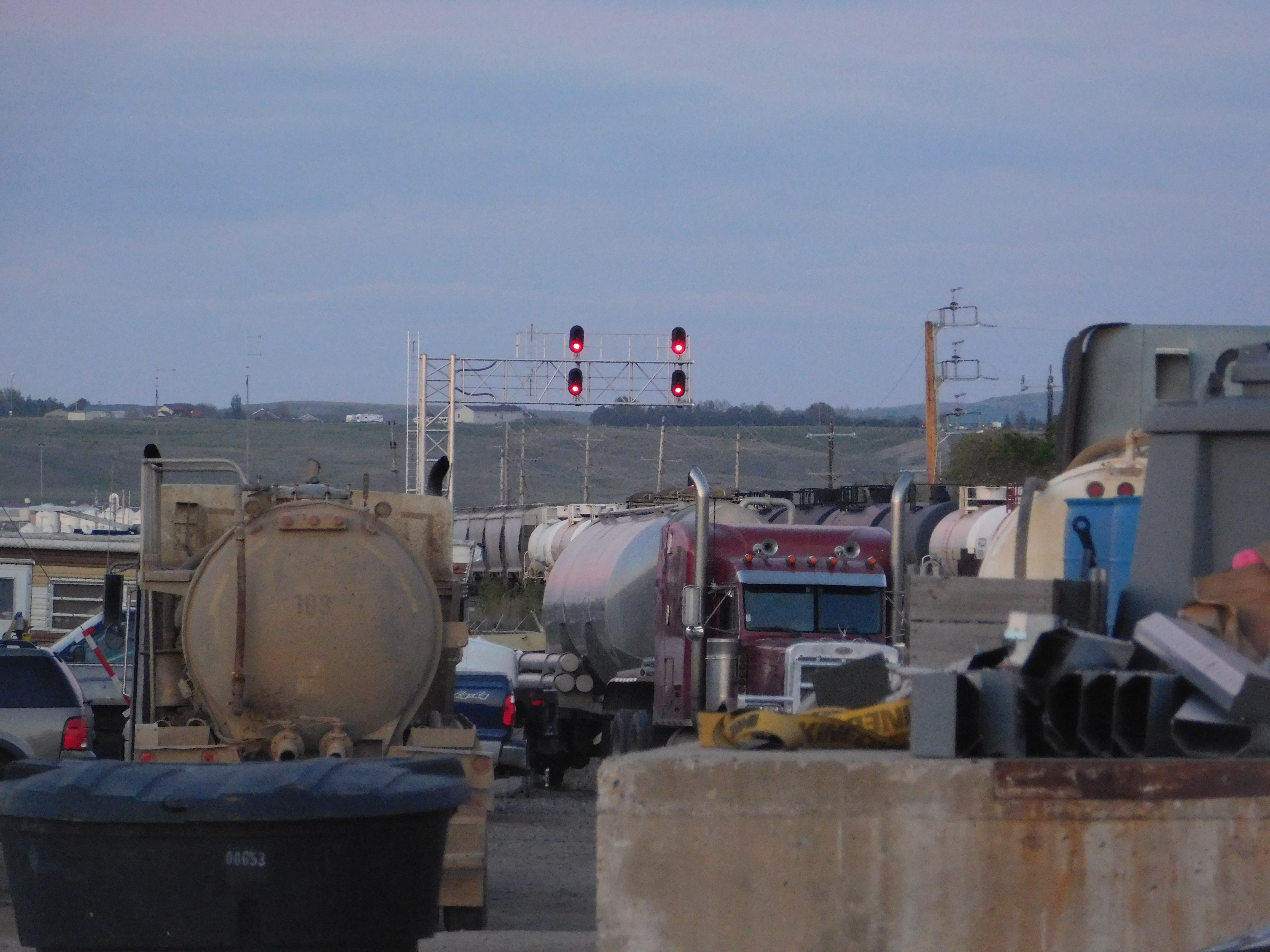
ウィリストンの貨物駅前に列を成すタンクローリー

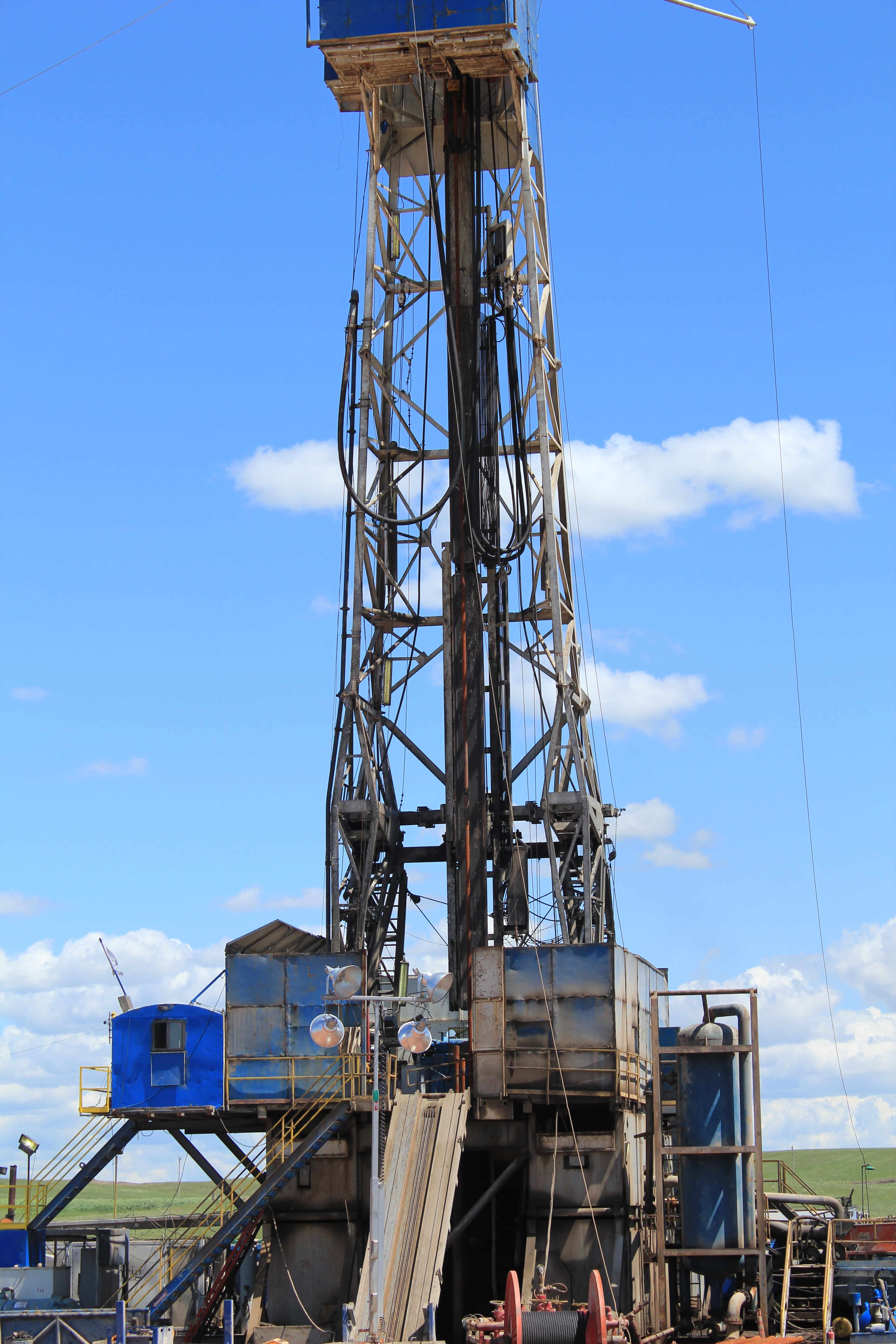
ウィリストンの石油リグ

ウィリストンの地域経済は有史以来農業を中心としてきたが、20世紀中盤以降、ことに21世紀に入ってからは鉱業、特に石油がその中核を成している。前述の通り、1950年代にウィリストンの近郊で石油が発見されていたが、掘削技術と経済的観点の両方から、21世紀に入るまで積極的な投資・掘削は行われてこなかった。しかし、2000年代も後半になると、水平坑井掘削や水圧破砕法といった新しい掘削技術の発達に加えて、原油価格が高い掘削コストに見合う水準にまで高騰したことで、この一帯の地下に広がるバッケン層のタイトオイル掘削が急速に進められ、2010年代の石油ブームにつながった。2020年代に入ると、新型コロナウイルス感染症の世界的流行の影響で生産量は大幅に減少したものの、それでも2020年現在、ノースダコタ州はテキサス州に次ぐ全米第2の産油州となっており、ウィリストンが州の産油地の中心となっていることには変わりが無い。
ウィリストン盆地は石油だけでなく石炭も豊富に埋蔵しているが、こちらは燃料としての品質も商業的価値も低い褐炭で、ウィリストンから南東へ離れた（むしろビスマークのほうが近い）オリバー郡、マーサー郡、およびマクレーン郡の3郡にある4ヶ所の炭田で採掘されているにとどまっている。むしろ褐炭鉱床の「副産物」であるレオナルダイトのほうが商業的にも重要である。レオナルダイトはフミン酸（腐植酸）に富むため、農業用の土壌改良剤として使われており、「アグロリグ」等のブランド名で商品化もされている。また、農業用のほかにも、石油リグの掘穿泥水としても使われている。ウィリストンでも、1980年代からレオナルダイトの加工を専門に行う工場が操業している（当該工場は2007年にエンプロイー・バイアウトでレオナルダイト・プロダクツ社として分離独立）。

### 課題
鉱業都市としての急速な発展に伴う課題もある。1つが家賃の異常なまでの高騰である。石油ブームが始まってから数年間は、急増した住宅需要に供給が追い付かず、ウィリストン市内のアパートの家賃は1DKでも月2,000ドルを超える、ニューヨークに匹敵する水準にまで高騰した。しかし、2010年代も後半になると、ようやく供給が追い付いて、家賃高騰にも歯止めがかかってくるようになった。
需要の急増に対応しきれていないのは住宅だけではない。BNSF鉄道も原油輸送の貨物列車を大幅に増発したため、同社の線路の上を走るアムトラックの長距離列車「エンパイア・ビルダー」に慢性的な遅延が発生していた。アムトラックは、「エンパイア・ビルダー」のダイヤを変更することでこれに対応した。また、急増する人口に警察力が追い付かないために、暴力犯罪（殺人・強姦・暴行等）や売春、麻薬がらみの犯罪の急増も、ウィリストンをはじめ、この地域全体における問題となっている。

## 交通
ウィリストンの玄関口となる空港は市中心部の北西約17kmに立地するウィリストン・ベースン国際空港（IATA: XWA）である。同空港は石油ブームによる需要増加に対応した輸送力増強のために、従来のスローリン・フィールド国際空港（IATA: ISN）に代わる空港として建設され、2019年10月10日に開港した。同空港にはユナイテッド航空のデンバー便、およびデルタ航空のミネアポリス・セントポール便が発着する。

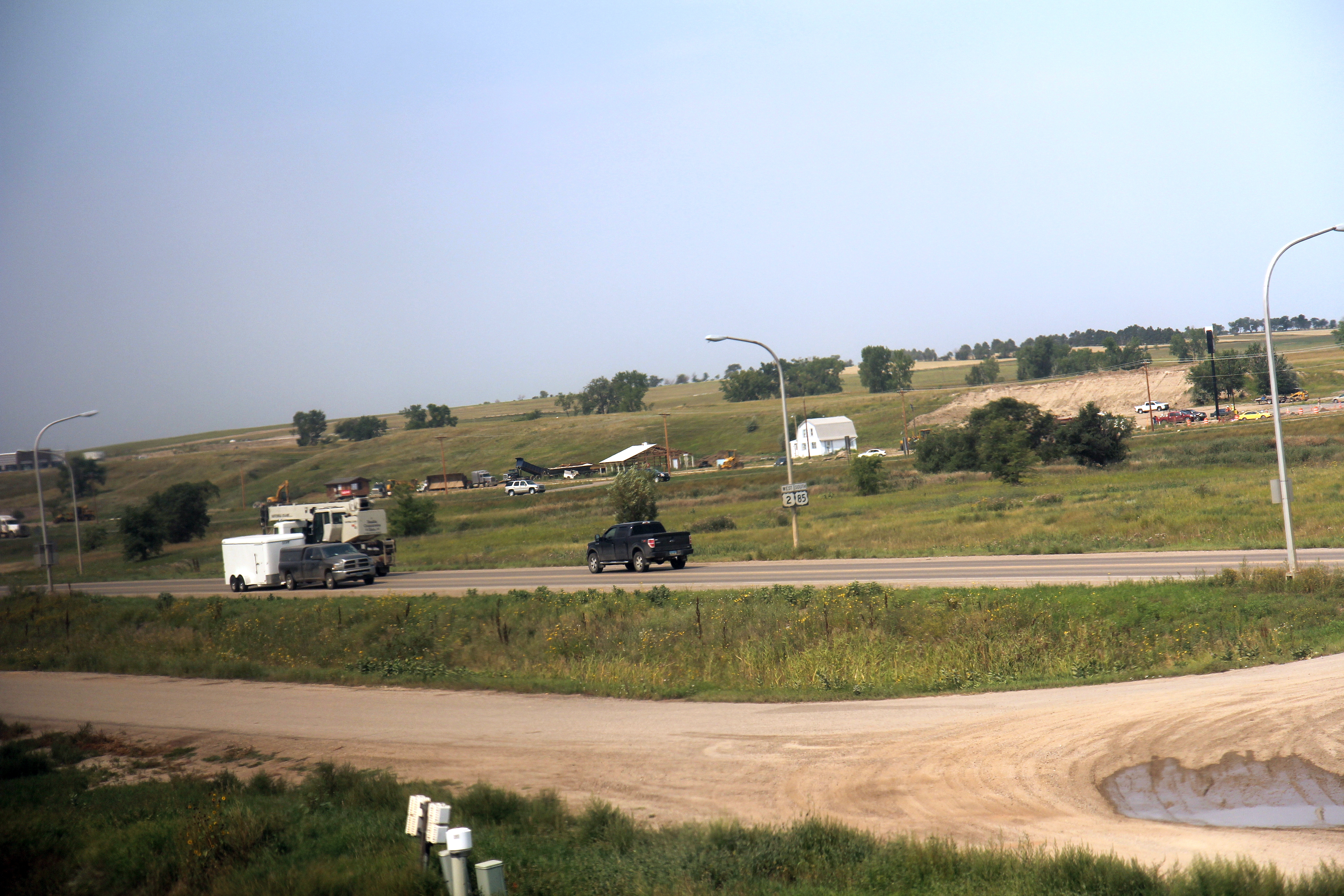
ウィリストン近郊の国道2号線・85号線併用区間

ウィリストンには州間高速道路は通っていないが、2号線と85号線の2本の国道が交わる。国道2号線はアメリカ合衆国本土の国道のうち最北部、カナダとの国境付近を東西に通るもので、ノースダコタ州内においてはウィリストン、マイノット、デビルズレイク、グランドフォークスと、州北部の主要都市を結んで東西に通る道路になっている。国道85号線はテキサス州エルパソのメキシコとの国境からグレートプレーンズを縦断してカナダとの国境に至るもので、ディッキンソンの西、ベルフィールドでI-94に接続している。また、国道85号線はカナム・ハイウェイ（CanAm Highway）の一部、およびセオドア・ルーズベルト高速道路（実際にはほとんどが一般道路）の一部にもなっている。ウィリストンにおいては、国道85号線は市の北西を、またその支線である85B号線は北東を回る環状線を成している。

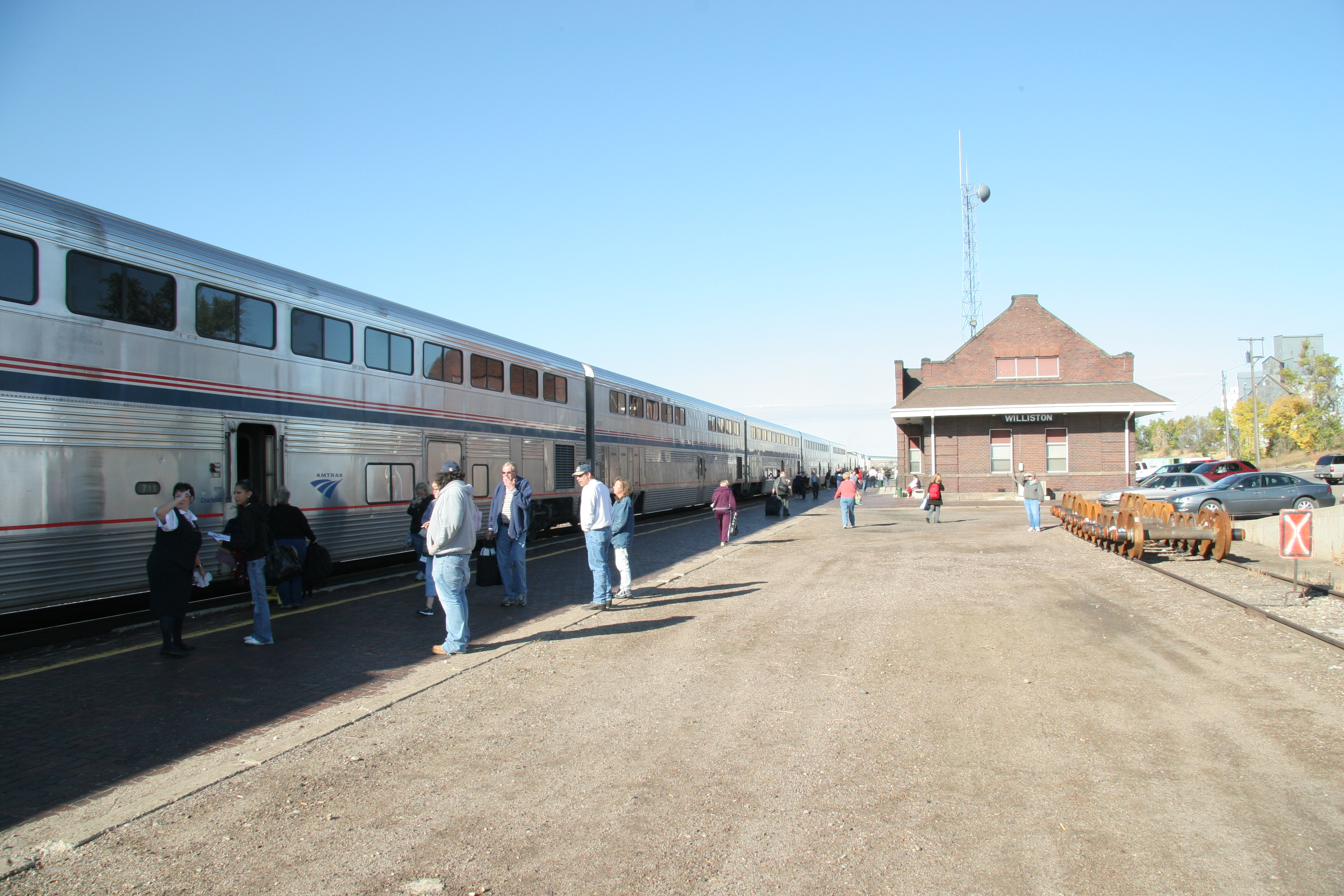
ウィリストン駅に停車中のエンパイア・ビルダー

市の南端に立地するウィリストン駅には、シカゴのユニオン駅とシアトル・ポートランドとを結ぶアムトラックの長距離列車、エンパイア・ビルダー号が西行、東行とも1日1便停車する。

## 教育
ウィリストン州立短期大学は市中心部の北東約2kmにキャンパスを構えている。同学はノースダコタ大学システムを成すコミュニティ・カレッジの1つで、1961年にノースダコタ大学の分校、「ノースダコタ大学ウィリストン校」として創立し、1999年に現称に改称した。同学は4年制大学への編入を主眼に置いた短期大学士（Associate of Arts、Associate of Science）の学位授与プログラムのほか、職業技術教育に主眼を置いた応用科学短期大学士（Associate of Applied Science）や履修証明を授与するプログラムを提供している。
また、ノースダコタ州立大学農学部は、市中心部の西約10km、国道2号線と85号線の交差点の西に、ウィリストン研究エクステンションセンター（Williston Research Extension Center、WREC）という、800エーカー（324ha）の試験農場を有している。この農場では、スプリンクラーによる灌漑における土壌・作物管理システム、灌漑農業での商品価値・付加価値の高い作物、および大麦麦芽の研究が行われている。また、この農場ではファーゴの本部キャンパスの研究者と共同で、紅花、冬小麦、デュラム小麦などの作物の品種開発・評価も行っている。
ウィリストンにおけるK-12課程は主にウィリストン・ベースン第7学区の管轄下にある公立学校によって支えられている。同学区は2021年に、それまでのウィリストン第1公立学区とウィリアムズ郡第8学区を、2020年12月に行われた住民投票の結果に基づいて統合してできた。同学区は小学校8校、中学校3校、高校1校（ウィリストン高校）、およびオルタナティブ教育校1校を有している。これら公立学校のほか、ウィリストンにはカトリックのビスマーク司教区の管轄下にある小中一貫の聖ジョセフ・カトリック学校、および無教派キリスト教系小中高一貫校のトリニティ・キリスト教学校という、2校の私立学校も置かれている。

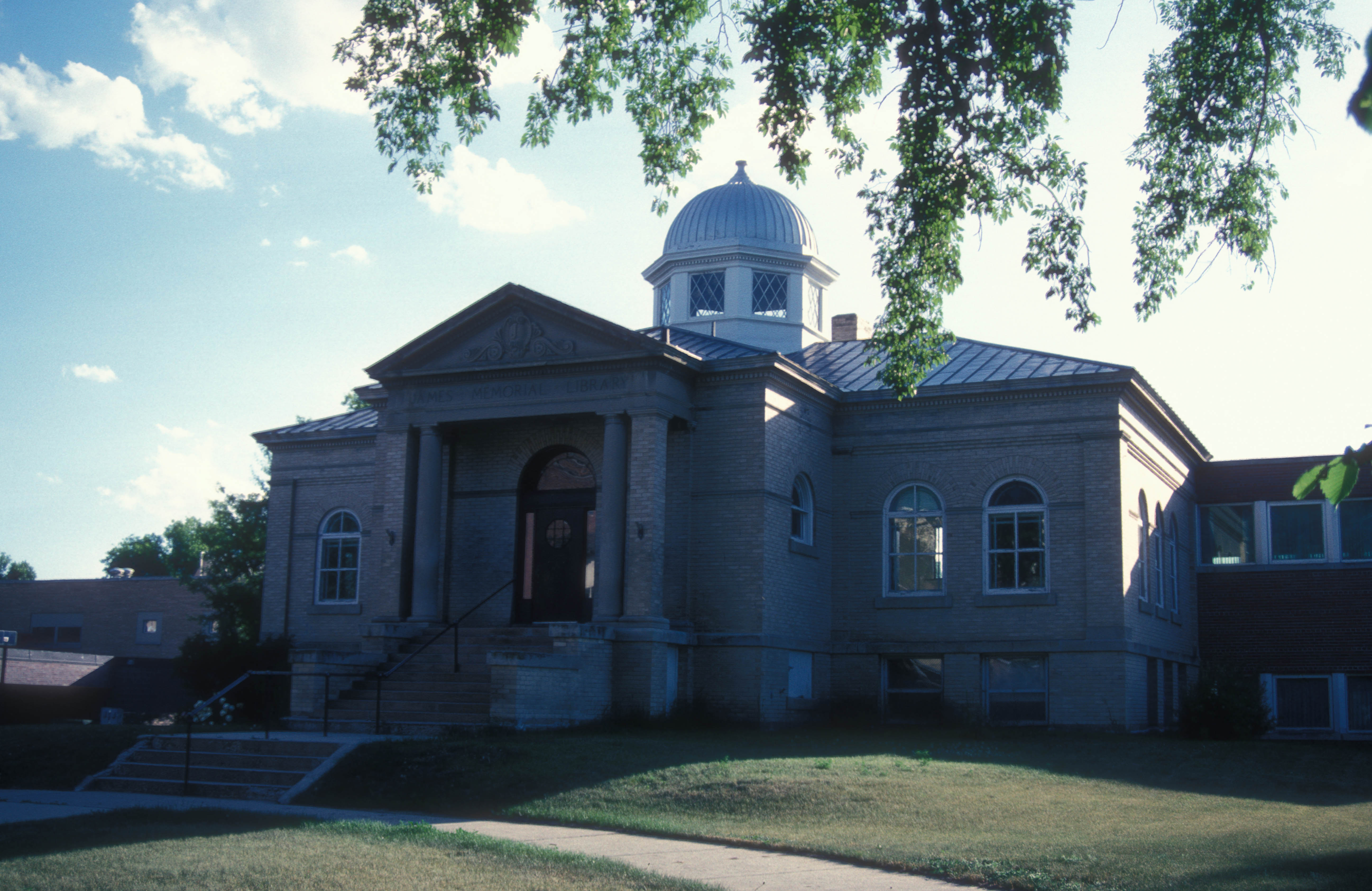
旧ジェームズ記念図書館。1979年に国家歴史登録財に指定されている。

ウィリストンの公共図書館で、郡唯一の公共図書館でもあるウィリストン・コミュニティ図書館は、市中心部から北西へ約2km、デイビッドソン・パークの隣に立地している。同館は1983年に、市内のジェームズ記念図書館とウェストプレーンズ農村部図書館が統合してできた図書館である。同館は週3回、郡内の学校や高齢者用住宅で移動図書館も開いている。なお、統合前にジェームズ記念図書館として使われていた建物は、その後改装され、ジェームズ記念芸術センターとなっている。

## 文化と名所
ウィリストンの町が創設される前からこの地への入植者が交易の拠点、後に軍事的拠点として設けていた砦は、現代では国家歴史登録財に登録されているのみならず、博物館として一般公開されている。ユニオン砦交易所跡では、その敷地南側（ミズーリ川側）に建つ、中核を成す建物であった交易所舎が夏季の間一般公開され、当時の交易者たちが来ていた衣服を模した制服に身を包んだレンジャーが舎内や展示品を解説している。また、砦の敷地では毎年夏に、ネイティブ・アメリカンの音楽、ダンス、伝統工芸等を通じた歴史や文化のイベントや、19世紀にここで行われていた毛皮取引を再現したイベントも行われている。ビュフォード砦跡には火薬庫や衛兵指令室などの遺構が残っており、その遺構のうちの1つである将校宿舎は、当時のグレートプレーンズ地域おける陸軍の暮らしや、軍事拠点における女性の役割などに関する事物を展示する博物館になっている。このビュフォード砦から約800m東にあるミズーリ川・イエローストーン川解釈センターは、この地域における先史から自然史、部族史、入植史に関する事物を展示する博物館である。
市中心部の北、1stアベニュー・ウェストと7thストリートの南西角には、ジェームズ記念図書館を改装したジェームズ記念芸術センターが立地している。同館は芸術作品を収蔵・展示し、また市民向けに芸術教室を開いている。また、同館は5ブロック北にあるハーモン・パークで毎年9月に開かれる芸術祭を主催している。
国家歴史登録財にも登録されている、市中心部の代表的な歴史的建造物の1つである旧武器庫は、1957年に州兵の新武器庫が建てられるとレクリエーションセンターに転用され、それも1983年に新しいものが建てられると、取り壊されて跡地を駐車場にされてしまう危機に遭った。しかし地元の保存運動によって取り壊しを免れ、2000年代に改修を経て舞台芸術センターとなっている。地元劇団のエンターテイメント・インクは、この旧武器庫を本拠としている。また、旧武器庫は一般向けにレンタルもされており、コンサートやダンス、さらには舞台芸術とは関係の無い、結婚式や葬式にも使われている。

## 人口推移
以下にウィリストン市における1890年から2020年までの人口推移をグラフおよび表で示す。ウィリストン小都市圏はウィリアムズ郡1郡のみで成っている。
| 統計年 | 人口     |
| ------ | -------- |
| 1890年 | 295人    |
| 1900年 | 763人    |
| 1910年 | 3,124人  |
| 1920年 | 4,178人  |
| 1930年 | 5,106人  |
| 1940年 | 5,790人  |
| 1950年 | 7,398人  |
| 1960年 | 11,866人 |
| 1970年 | 11,230人 |
| 1980年 | 13,336人 |
| 1990年 | 13,136人 |
| 2000年 | 12,512人 |
| 2010年 | 14,716人 |
| 2020年 | 29,160人 |